# Уткин, Антон Александрович
Антон Александрович Уткин (род. 1967) — современный писатель, историк и режиссёр документального кино, лауреат премии журнала «Новый мир» (1996, 2003), лауреат литературной премии «Ясная Поляна» (2004), финалист Букеровской премии 1997 года (роман «Хоровод»), лауреат Гран При IV Открытого Всероссийского фестиваля документальных фильмов «Соль Земли» (2011) (фильм «Окружающий мир»).

## Биография
Родился в Москве. Окончил московскую школу № 29 и музыкальную школу при институте им. Гнесиных. После службы в армии поступил на исторический факультет Московского государственного университета и окончил его в 1992 году по кафедре источниковедения. Тема дипломной работы «Варяжский вопрос в отечественной дореволюционной историографии», научный руководитель А. Е. Шикло.
В 1995 году поступил на сценарное отделение Высших курсов сценаристов и режиссёров при Госкино (мастерская Натальи Борисовны Рязанцевой). Работал в документальном кино. В 2005 году снял свою первую работу — фильм «Степь».
Известность принесли романы «Хоровод» (1996) и «Самоучки» (1998).

## Сборники
«Приближение к Тендре», повести и рассказы, г. Тула, Издательский дом «Ясная Поляна», 2005.
«Южный Календарь», повести и рассказы, издательство «АСТ-Астрель», 2010.

## Антологии

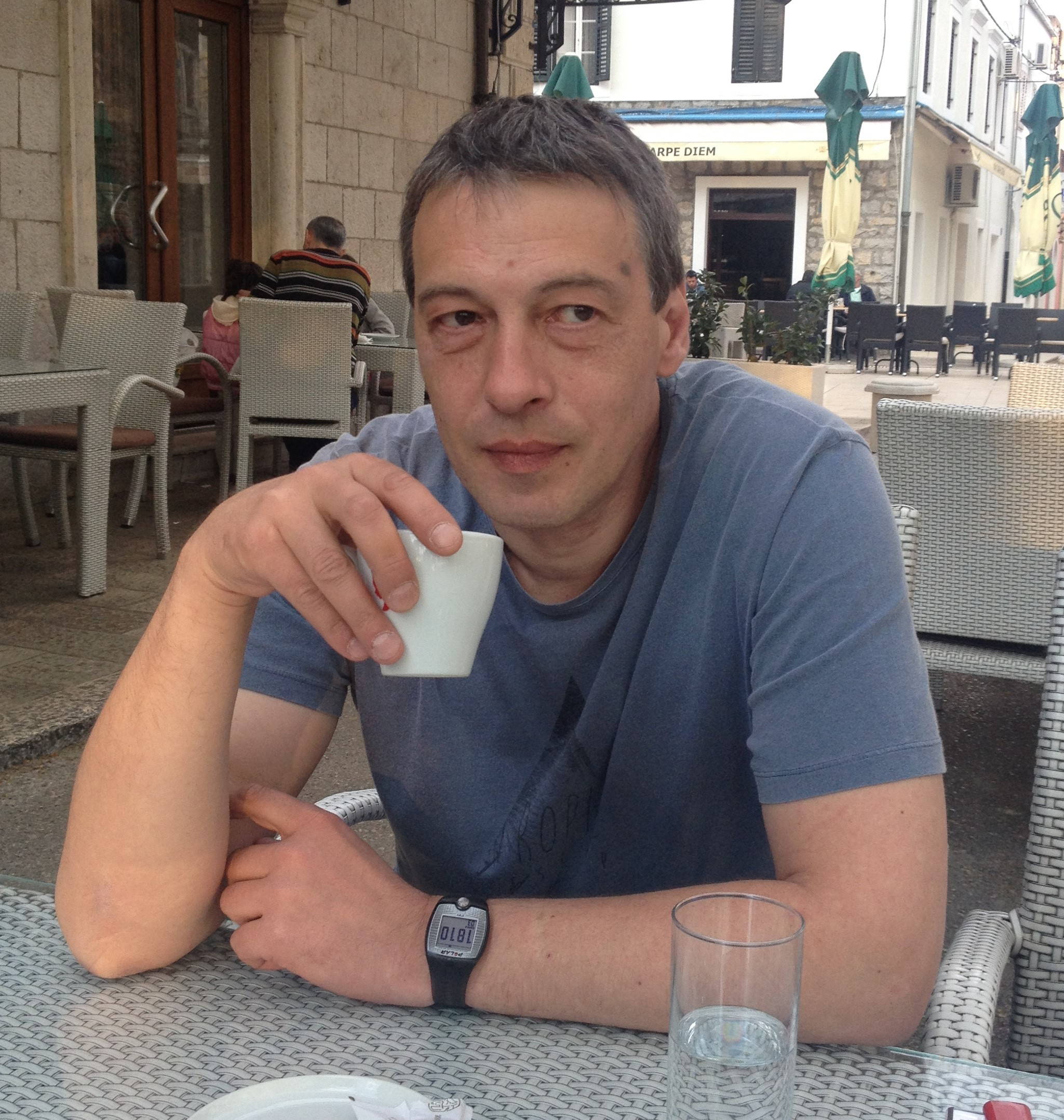
Антон Уткин, 30 марта 2017 года, Требинье, Босния и Герцеговина

Русская проза конца XX века : хрестоматия для студентов, Москва, Академия, 2002
Проза новой России, Москва, Вагриус, 2003
Antologie ruskych povidek, Brno, 2007
Руски алманах, 23, 2018, Београд
Журнал Why nICHt?, выпуск 13/14, 2022, Wien

## Исторические работы
Магия и религия в «Слове о полку Игореве», Москва, издательство Перо, 2021
Магия и религия в «Слове о полку Игореве», 2-е издание, исправленное и дополненное. СПб., Алетейя, 2022
О вероятном источнике романа «Тихий Дон», М., Перо, 2023
Предки руси в древней словесности. — М., СПб.: Центр гуманитарных инициатив, 2024. — 192 с.

## Экранизации
- «Попутчики инжира», 2003 — короткометражный художественный фильм по одноименному рассказу Антона Уткина, режиссёр Егор Анашкин. ВГИК. В ролях: Анна Гуляренко, Алексей Воропанов, Федор Добронравов, Вова Милюков.
- «Южный календарь», 2010 — художественный фильм по мотивам рассказов Антона Уткина, режиссёр Денис Карро. Кинокомпания АРК-Фильм. В главных ролях: Алексей Девотченко, Ангелина Миримская, Ольга Тумайкина, Виктория Исакова.

## Фильмография
- «Степь», 2005 — документальный фильм. Производство: Центральная студия документальных фильмов.
- «Царь-свет», 2008 — документальный фильм. Производство: Filmdoc.ru. Приз зрительских симпатий Rodos Ecofilms 2009, International Films & Visual Arts Festival.
- «Окружающий мир», 2011 (совместно с Андреем Семашко) — документальный фильм. Производство: Filmdoc.ru. Гран При IV Открытого Всероссийского фестиваля документальных фильмов «Соль Земли», 2011 год[3][4]
- «Жито», 2012 год — документальный фильм. Производство: Filmdoc.ru. Победитель в номинации V Открытого Всероссийского фестиваля документальных фильмов «Соль Земли», 2012 год.
- «Неперелетные птицы», 2012 — документальный фильм. Идея — Андрей Семашко. Производство: кинофабрика «СЛОНиКо».

## Литературная критика

### О романе «Хоровод»
Владимир Новиков, «Над уровнем жизни» // Общая газета, 17.10.1996.
Владимир Новиков, «Все может случиться» // Общая газета, 11.12.1996,
Павел Басинский, «В „Конце романа“ или реалистический постмодернизм?» // Литературная газета, 27.11.1996 ; «Антон Уткин: В конце романа» // Классики и современники, 2018
Сергей Федякин, «Отступление в XIX век» // Независимая газета, 16.01.1997
Ольга Славникова, «В поисках утраченного романа» // Урал, № 3, 1997
Александр Архангельский, «Неподвижный хоровод» // Дружба народов, № 5, 1997
Сергей Антоненко, «Чтение для души» // Москва, № 5, 1997
Борис Минаев, «Дистанция вторая. Назад, в будущее» // Огонёк, № 52, 1997
Сергей Федякин, «„Гоголь“ из Белой Руси» // Литературная газета, 08.10.1997
Борис Кузьминский, «Удовольствие от письма получают не только французы» // Коммерсантъ, 27.10.1997
Михаил Пророков, «Триолет» // Эксперт, № 42, 03.11.1997
Сергей Васильев, «Завтра будет видно» // Итоги, № 46(79), 25.11.1997
Николай Александров, «Синдромы: некоторые литературные приметы 1997 года» // Литературное обозрение, № 1, 1998
Андрей Немзер, «Взгляд на русскую прозу в 1997 году» // Дружба народов № 1, 1998
Marc Weinstein, «Le littéraire demain» // Revue Russe № 18, 2000
Marie, Jean-Jacques, Une affaire «rondement» «menée» // La Quinzaine littéraire, № 812, 2001-07-16
Marc Weinstein, «Anton Utkine et Mikhaïl Lermontov ou la modernité comme lenteur» // Modernités russes, № 2, 2000
Marc Weinstein, «Kharitonov et Outkine: fin de l’histoire et roman archéologique» // La geste russe : comment les Russes écrivent-ils l’histoire au XXe siècle ?, 2002, pp. 296—303
Hélène Mélat, "Histoires et Histoire dans la prose russe du tournant des XXe et XXIe siècles " // Slovo, 2006, № 32-33, p. 183
Рытова, Татьяна Анатольевна, «Столкновение национальных миров и судьба частного человека в истории : роман А. Уткина „Хоровод“» // Русскоязычная литература в контексте восточнославянской культуры : сборник статей, Томск, Издательство Томского университета, 2007 (ISBN 5-7511-1929-0)
Рытова, Татьяна Анатольевна, «Частная жизнь человека и самоопределение в истории: изменение поэтики исторического повествования в прозе 1970—1990 — х годов (В. Катаев „Кладбище в скулянах“, А. Уткин „Хоровод“)» // Вестник Томского Государственного Университета, Серия филология, 2007, 83-97
Zhāng Bīng, «Ān dōng·Wū tè jīn „Huán wǔ“ : Dāngdài èluósī wénxué de mèilì „Huán wǔ“», 2016-11-18
Игорь Малышев, «История кончилась: восточный ковёр русского романа» // Regnum, 2019-07-28

### О романе «Самоучки»
Павел Басинский, «Белеет „крайслер“ одинокий» // Литературная газета, 13.01.1999
Мария Ремизова, « Из рассказов о новых людях : онтологическая хандра как основное настроение в романе Антона Уткина „Самоучки“ (Новый мир, 1998, № 12)» // Независимая газета, № 8, 20.01.1999
Игорь Кузнецов, «Диагноз: анемия» // Литературная газета, 27.01.1999
Александр Гаврилов, «Виды нашего времени» // Ex libris НГ, 22.04.99
Лиза Новикова, «Два века ссорить не хочу» // Дружба народов, № 7, 1999
Владимир Березин, «Самоучки и посредники» // Книжное обозрение НГ, 05.08.1999
Анна Лапина, «Современные Петр и Павел — самоучки жизни и искусства» // Новая Сибирь, 13.08.1999
Зорислав Паунковић, «Антон Уткин. Самоучки. Новый мир, 1998, 12» // Руски алманах, № 8, 2000
Ольга Славникова, «Проигравшие время» // Дружба народов № 1, 2000
Marc Weinstein, «Anton Utkine et Mikhaïl Lermontov ou la modernité comme lenteur» // Modernités russes, № 2, 2000, pp. 119–134
Mark Lipovetsky, «New Russians as a Cultural Myth» // The Russian Review, Vol. 62, No. 1 (Jan., 2003), pp. 54–71
Liú Hóngbō, "Zài huāngjì de shìjiè lǐ xúnqiú shīyì xiě zài «Zìxué chéngcái de rénmen» zhōng yìběn chūbǎn zhī jì láiyuá"n // Bǐjiào wénxué yǔ shìjiè wénxué, № 8, 2016

### О романе «Крепость сомнения»
Лев Данилкин, «Исторический роман о людях 90-х» // Афиша, 15.02.2010
Лиза Новикова, «Толстой по-новорусски» // Коммерсантъ.ru/ Власть, 15.02.2010
Книжный лоцман, «Книга-клип» // ИА VLADNEWS, февраль 2010
Евгений Белжеларский, «Прогулка по бастионам» // Итоги, № 08, 22.02.2010
Алексей Номад, «„Крепость Сомнения“, Антон Уткин» // Newslab.ru, интернет-газета, 25.02.2010
Татьяна Трофимова, «Лев Толстой жив» // Частный корреспондент, 03.03.2010
Николай Александров, «Книжечки : Антон Уткин. „Крепость сомнения“» // Эхо Москвы, 08.03.2010
Майя Кучерская, «Роман „Крепость сомнения“ — филигранная проза о переворотах 1917 и 1990-х гг.» // Ведомости, 16.03.2010
Лиза Биргер, «Выбор Лизы Биргер : Антон Уткин „Крепость сомнения“» // Коммерсантъ, 19.03.2010
Владимир Цыбульский, «История с географией чувств» // Газета.ru, 26.04.2010
Кирилл Гликман, «Неописуемые девяностые» // Новый мир, № 3, 2011
Литовская М. А, «Прошлое плюс будущее минус настоящее: имперская идея в российском романе 2000-х годов» // Уральский филологический вестник. Серия: Русская литература XX—XXI веков: направления и течения, № 1, 2012

### О романе «Дорога в снегопад»
Николай Александров, «Книжечки : Антон Уткин. „Дорога в снегопад“» // Эхо Москвы, 21.09.2011
Николай Александров рассказывает о книге Антона Уткина «Дорога в снегопад». Телеканал Дождь, 24.02.2012
Лиза Новикова, «Пленительное обещание романа» // Известия, 22.11.2011
«Спасутся только вегетарианцы» // ИА «Сибирские новости», 02.11.2011
Елена Румильяк, «И трудно различить дорогу… О романе Антона Уткина „Дорога в снегопад“»
Владимир Гуга, «Урок биологии» // Перемены : толстый веб-журнал, 21.05.2012,

### О романе «Тридевять земель»
Дмитрий Быков о романе «Тридевять земель» в передаче «Один» от 03.11.2017
Дмитрий Быков о романе «Тридевять земель» в передаче «Один» от 18.08.2017
Елена Румильяк, «„Тридевять земель“ Антона Уткина»
Михаил Визель, «Антон Уткин „Тридевять земель“»

### О романе «Вила Мандалина»
Зорислав Паунковић. "Вила у руској књижевности // Политика. Културни додатак, 2-3. — 2019. — 12 октобар (№ 38044) , 2019-10-12
Александр Чанцев, «Тени балканского рая» // Горький, 25.28.2020
Ирина Соколова, «Интеллектуально-чувственная проза, полная оживших легенд Черногории» // Проводник в книжные миры, 13.10.2020

### О других произведениях
Андрей Урицкий, «Москва, „Новый мир“, 1997, NN 4-12» // Сетевая словесность, 1997
Илья Кириллов. Средь зерен и плевел. // День литературы, № 3-4, 2000
Сергей Боровиков, «Садись: пять ! Антон Уткин. Из „Южного цикла“: рассказы» // Знамя, № 5, 2000
Сергей Костырко, «Антон Уткин, рассказы»: Новый мир, 2003, № 10. // Простодушное чтение, Москва: Время, 2010
Лиза Новикова, «Книги» // Коммерсантъ, 02.11.2005
Zhāng Bīng, «Ān dōng·Wū tè jīn : Mìngyùn fǎng fó shǒu lāshǒu tiàozhe huán wǔ de rénqún, yī huán tàozhe yī huán…», 2016-08-29
Зорислав Паунковић. «Црна Гора у новој руској прози» // Политика. Културни додатак, 7. — 2018. — 19 маj (№ 37540) , 2018-05-19